# 아피싯 웨차치와
아피싯 웨차치와(태국어: อภิสิทธิ์ เวชชาชีวะ, 문화어: 아피씨트 웨차치와, 1964년 8월 3일 영국 뉴캐슬 ~ )는 전 태국의 총리이다. 그는 2005년 2월부터 민주당 당수직에 올라있고, 2008년 12월 15일의 선거에서 총 235표를 얻어 198표를 얻는 데 그친 태국 공헌당의 쁘라차 프롬녹 총재를 누르고 총리에 당선되었다. 2008년 12월 17일에 라마 9세의 승인을 받아 정식 총리가 되었으며, 2011년 잉락 친나왓과의 총리 경쟁에서 패해, 2011년 8월 5일 총리 임기를 마쳤다.

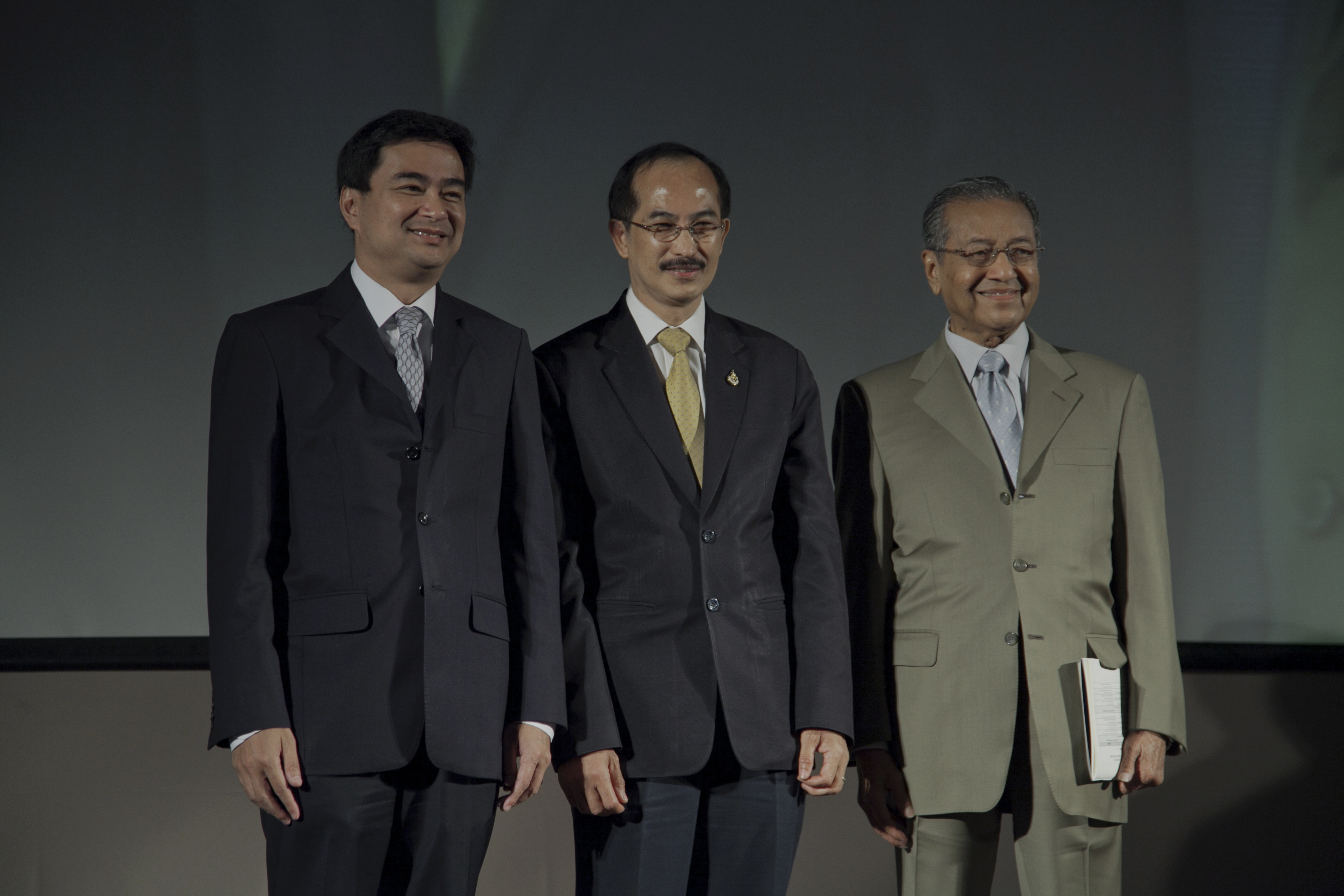
아피싯 웨차치와 과 마하티르 빈 모하맛 (2012년 9월 7일)

## 생애
아피싯 웨차치와 총리는 1964년 영국 뉴캐슬에서 태어나 명문 이튼 스쿨을 다녔으며 옥스퍼드 대학교 정치·철학·경제학과(PPE)를 졸업하였다. 하카계 화교인 부모는 성공한 엘리트 의사이고, 그의 부인은 쭐랄롱꼰대 교수이며, 두 여동생은 교수와 작가다. 이런 배경을 바탕으로 1992년 그는 민주당에 입당해서 태국 역사상 최연소인 27세로 하원 의원에 당선되었으며, 부패한 정치 문화와 선을 긋는 '클린' 행보로 차별화에 성공했다. 이후 2001년 민주당 당수직에 도전하였다가 패배했으나, 수도 방콕과 남부 지역 중산층의 지지를 끌어내 2005년 당 총재에 당선되었다. 최근인 2008년에는 군부 쿠데타로 축출된 탁신 친나왓 전 총리계의 구 연정 중심당인 국민의 힘이 최근 선거법 위반으로 문을 닫으면서 2008년 12월 15일 실시된 새 총리 선출을 위한 하원 호명투표에서 총 235표를 얻어 198표를 얻는 데 그친 태국 공헌당의 쁘라차 프롬녹 총재를 누르고, 총리로 확정되어 2011년 8월 5일까지 총리로 지냈다.

## 같이 보기
- 민주당 (태국)